# 特鲁昂
特鲁昂（法語：Trouans，法語發音：[tʁuɑ̃]）是法国奥布省的一个市镇，位于该省北部，属于特鲁瓦区。

## 地理
特鲁昂（48°37'47"N, 4°14'17"E）面积29.75 平方千米，位于法国大東部大區奥布省，该省份为法国中北部省份，北起马恩省，西接塞纳-马恩省，西南至约讷省，东南至科多尔省，东临上马恩省。
与特鲁昂接壤的市镇（或旧市镇、城区）包括：多农、埃尔比斯、马伊勒康、普瓦夫尔、维利耶埃尔比斯、松皮。

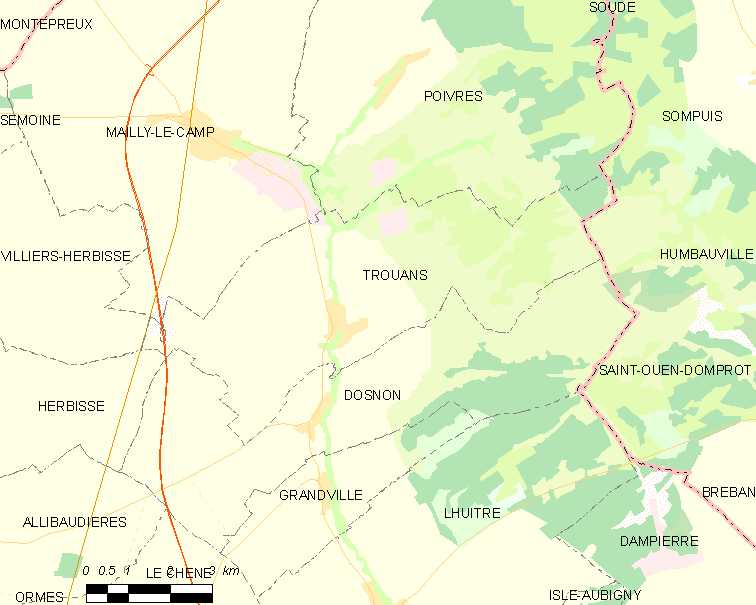
特鲁昂的OSM定位图

特鲁昂的时区为UTC+01:00、UTC+02:00（夏令时）。

## 行政
特鲁昂的邮政编码为10700，INSEE市镇编码为10386。

## 政治
特鲁昂所属的省级选区为奥布河畔阿尔西县。

## 人口

1962-2008年间特鲁昂人口变化图示

特鲁昂于2022年1月1日时的人口数量为203人。